# Gerben-Jan Gerbrandy
Gerben-Jan Meindert Gerbrandy (ur. 28 czerwca 1967 w Hadze) – holenderski polityk, poseł do Parlamentu Europejskiego VII, VIII i X kadencji.

## Życiorys
Ukończył studia z zakresu administracji publicznej na Uniwersytecie w Lejdzie. W 1993 został asystentem dyrektora think tanku Instytut Clingendael, a w latach 1994–1998 pełnił tę samą funkcję u holenderskiego europosła Doeke Eismy. Zajmował następnie stanowisko sekretarza klubu poselskiego socjalliberalnej partii Demokraci 66 w izbie niższej Stanów Generalnych. Od 2004 był zatrudniony jako starszy radca w ministerstwie rolnictwa.
W wyborach w 2009 uzyskał mandat deputowanego do Parlamentu Europejskiego z listy D66. W PE przystąpił do grupy Porozumienia Liberałów i Demokratów na rzecz Europy, Komisji Ochrony Środowiska Naturalnego, Zdrowia Publicznego i Bezpieczeństwa Żywności oraz Komisji  Kontroli Budżetowej. W 2014 z powodzeniem ubiegał się o reelekcję, zasiadając w PE do 2019. Powrócił do Europarlamentu w 2024.